# Kfar Ruppin
Kfar Ruppin (Hebreeuws: כפר רופין) is een kibboets van de regionale raad van Beit She'an vallei. Kfar Ruppin werd gesticht in 1938 en is genoemd naar Arthur Ruppin.